# جام

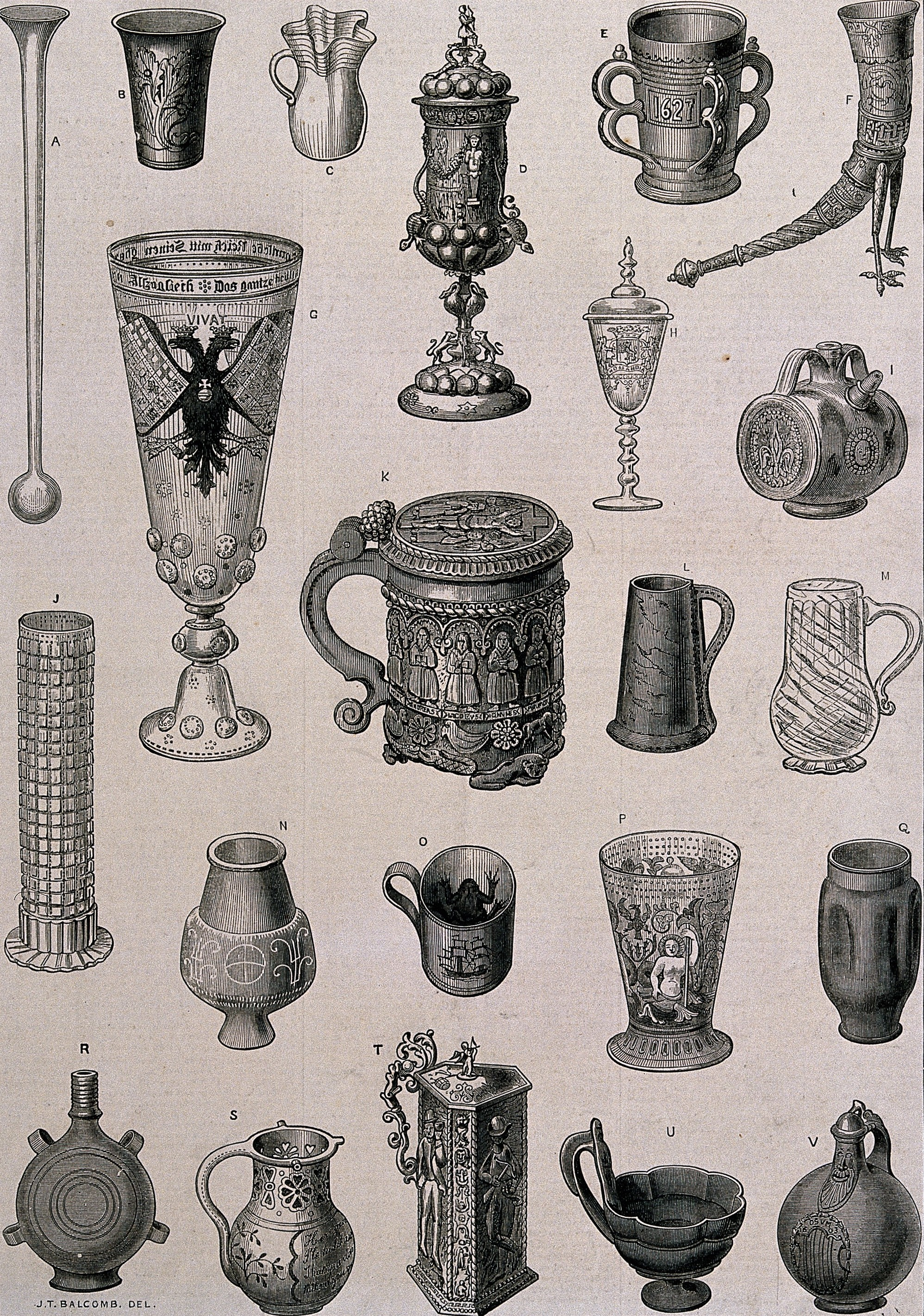
تصویری از ۲۲ جام حکاکی شده روی چوب، ۱۸۷۳ میلادی

جام (انگلیسی: Cup) یک ظرف کوچک برای نوشیدن است. که می‌تواند از چوب، پلاستیک، شیشه، ولز، سنگ، چینی و گل ساخته شود.
استفاده از جام‌ها براساس نوع فرهنگ، طبقه اجتماعی و نوع نوشیدنی مختلف است، جام‌ها در طول هزاران سال برای حمل نوشیدنی و همچنین تزئینات و دکوراسیون مورد استفاده بوده‌است.

## انواع
- جام برای نوشیدنی‌های گرم
- جام یک‌بار مصرف
- جام برای مشروبات الکی
- استفاده آشپزی
- استفاده مذهبی
- جام ورزشی

## نگارخانه

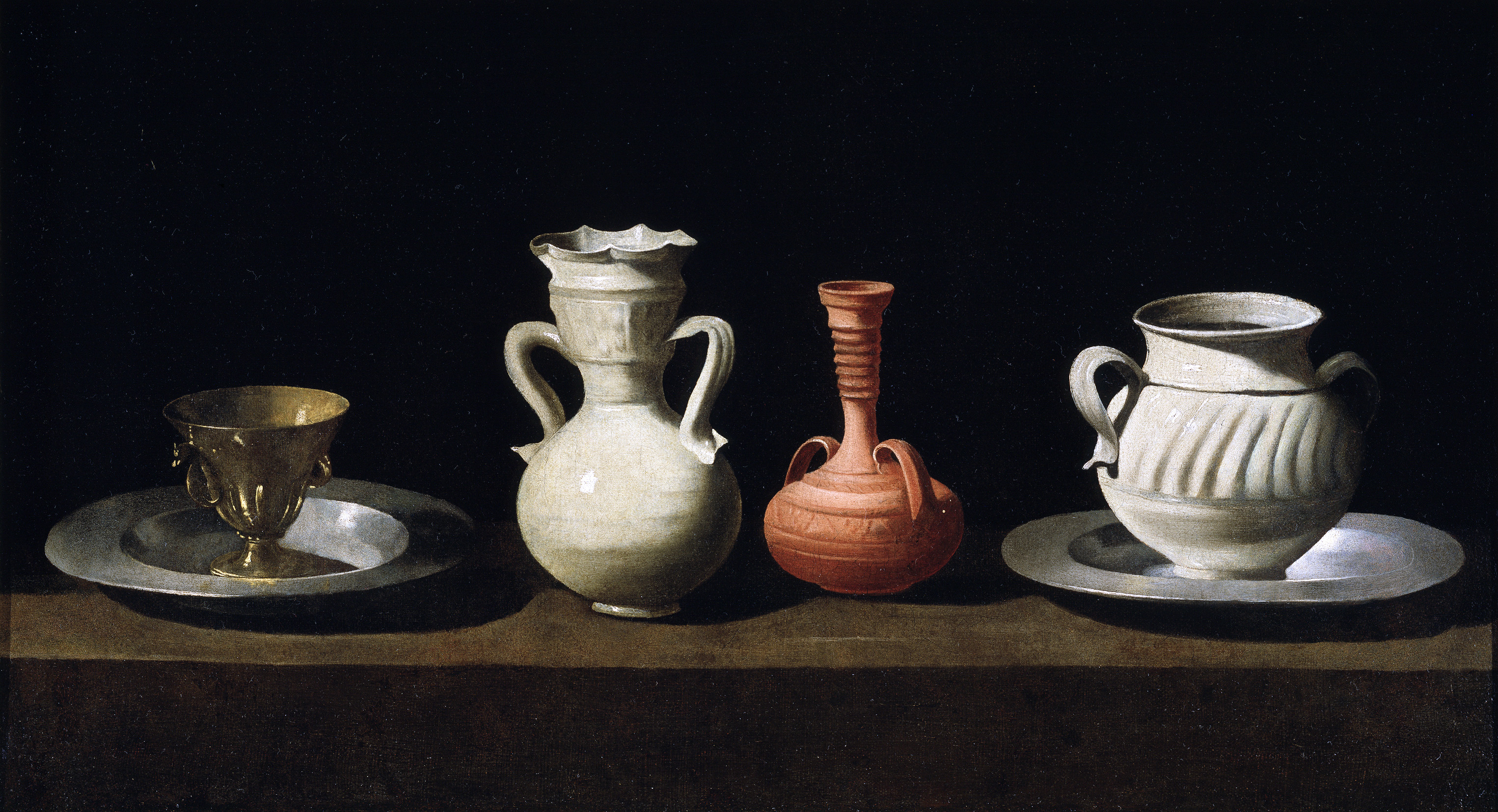
Pottery Jars
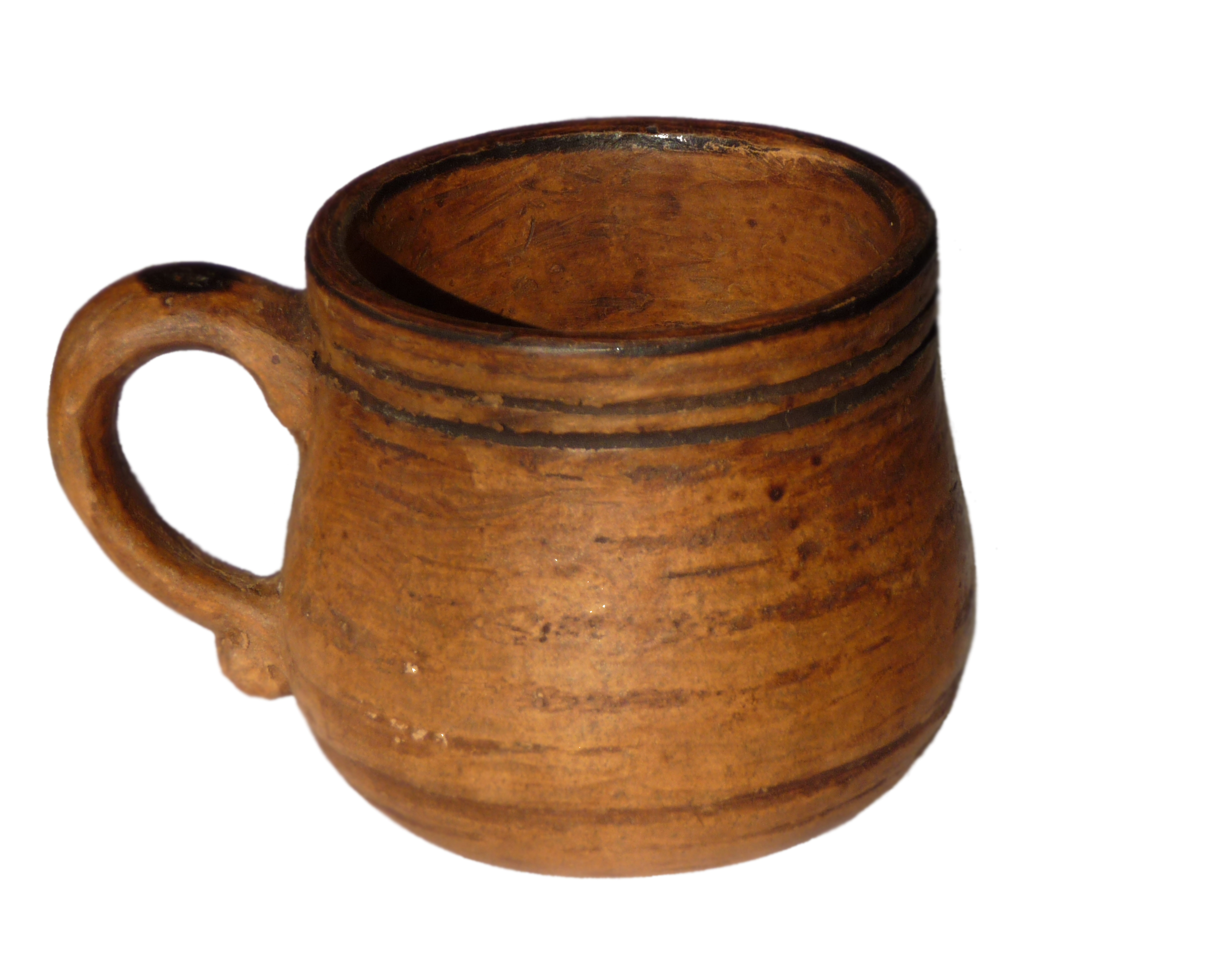
جام گلی
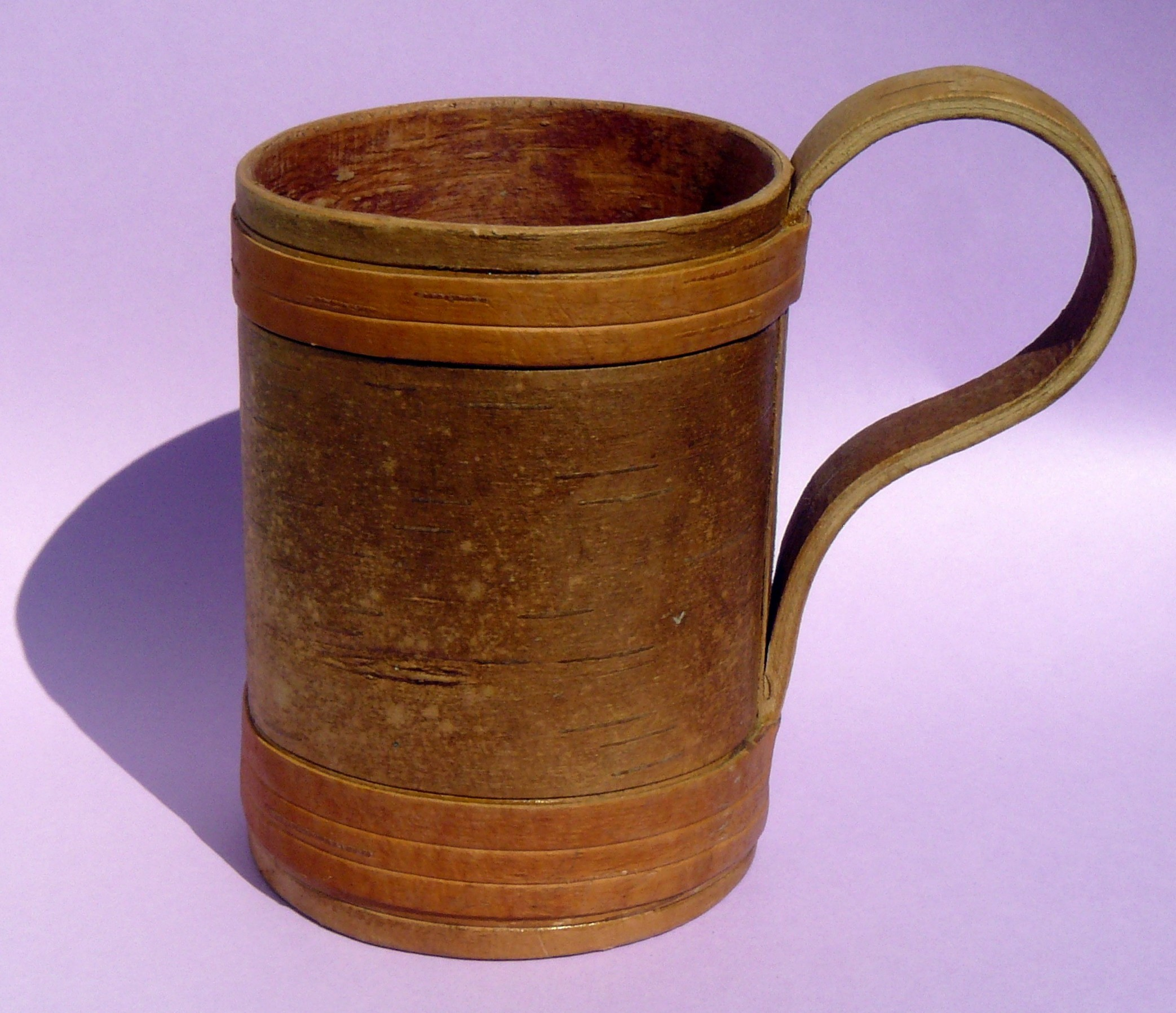
جام چوبی
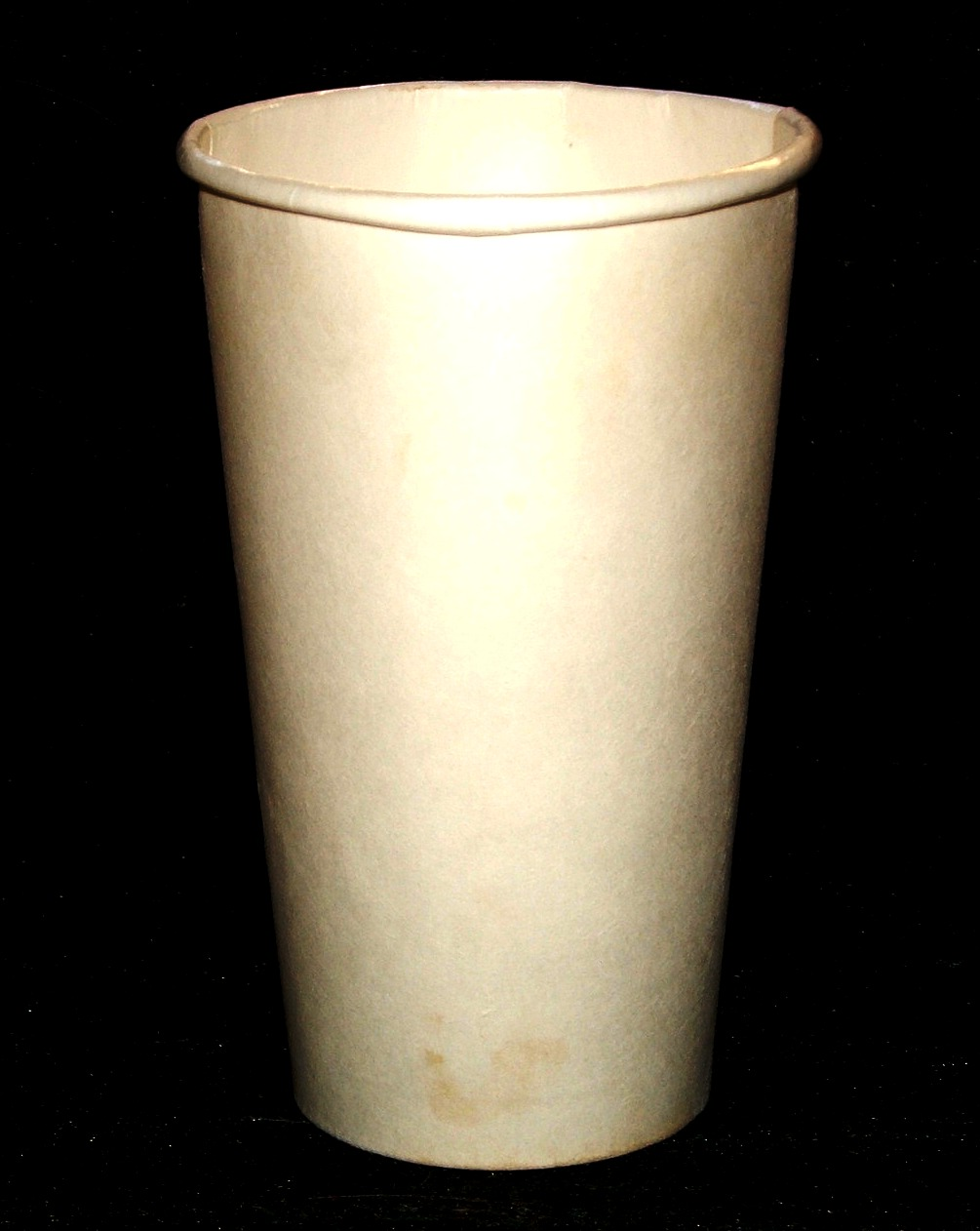
جام کاغذی
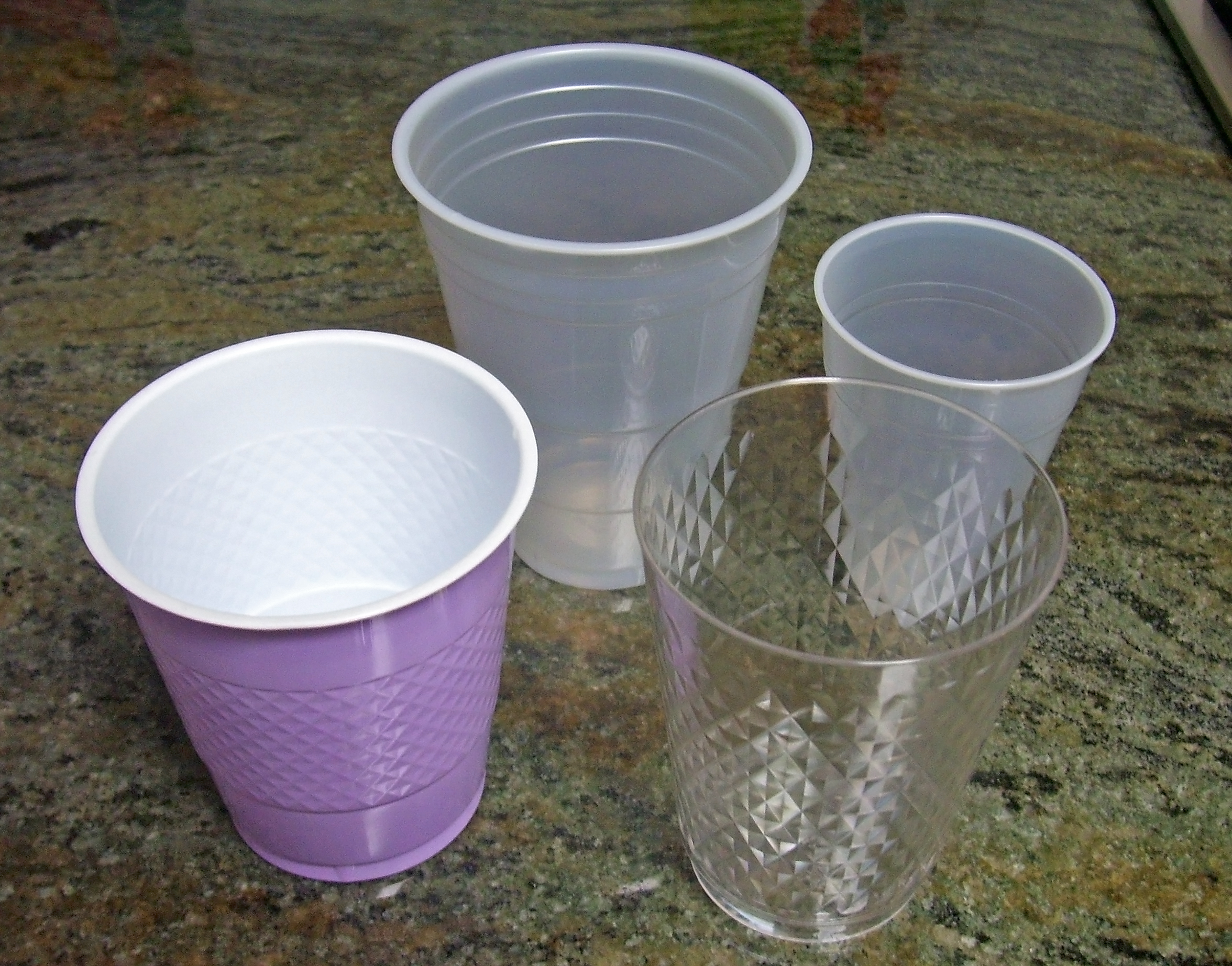
جام پلاستیکی
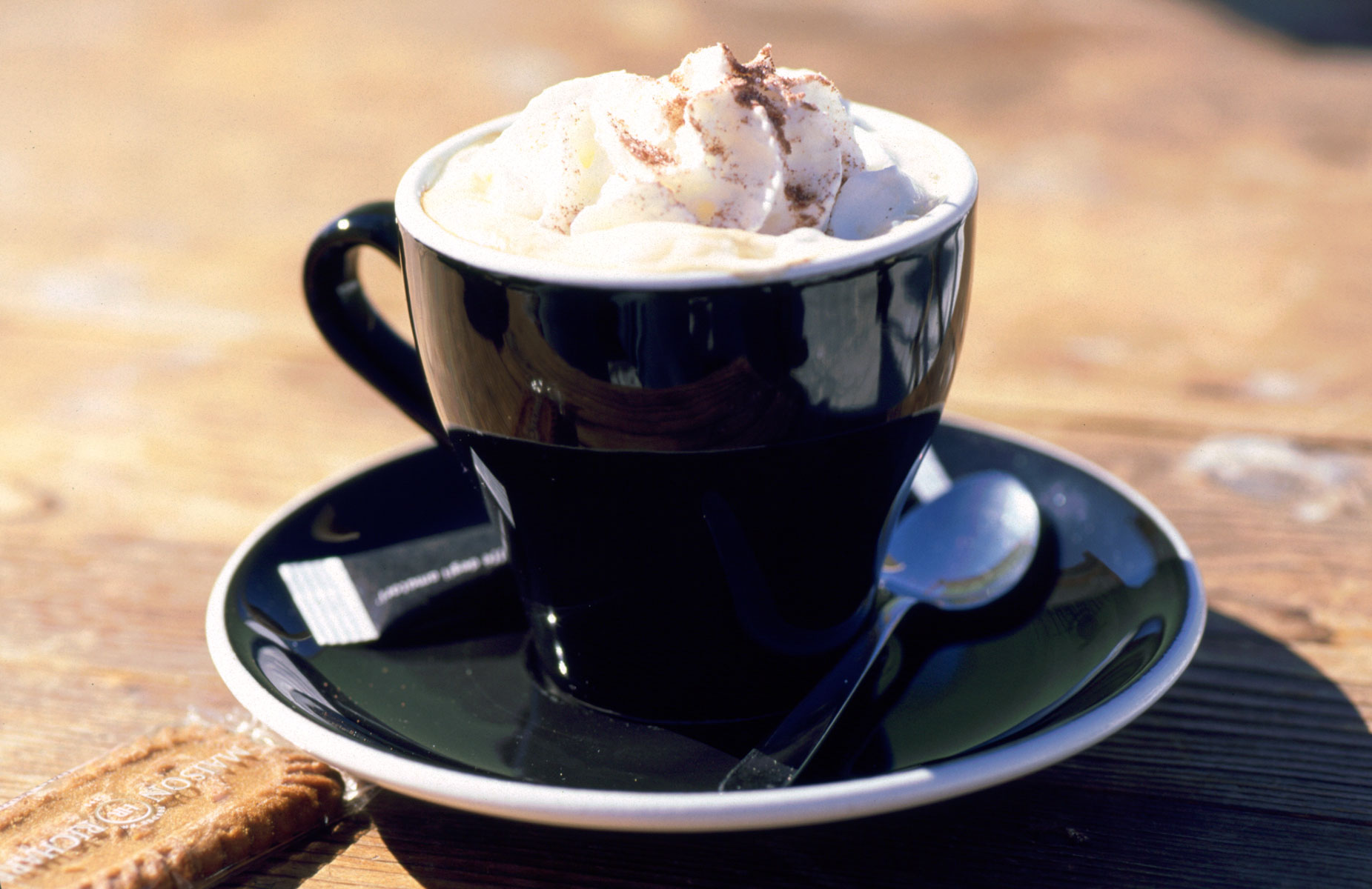
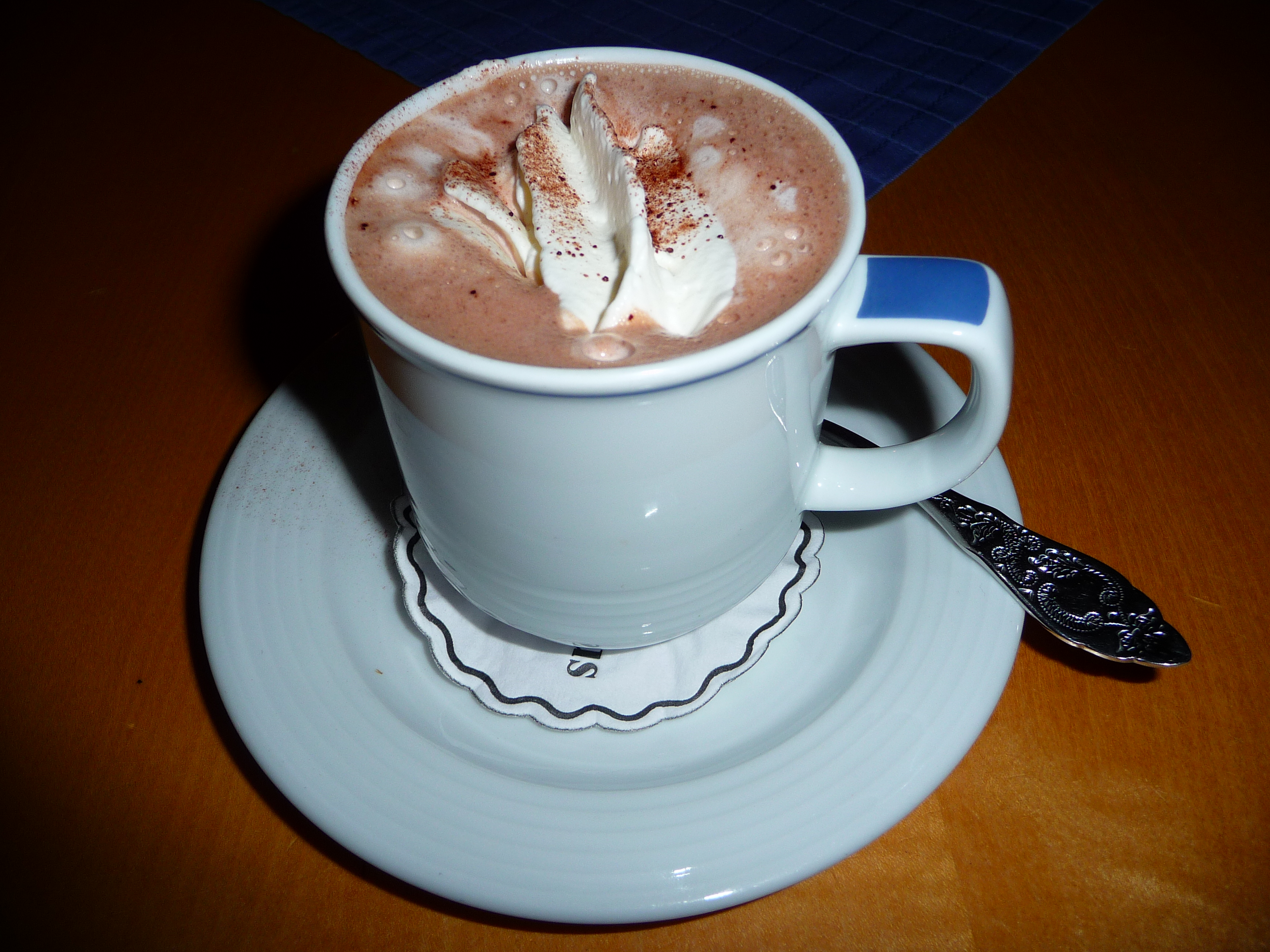
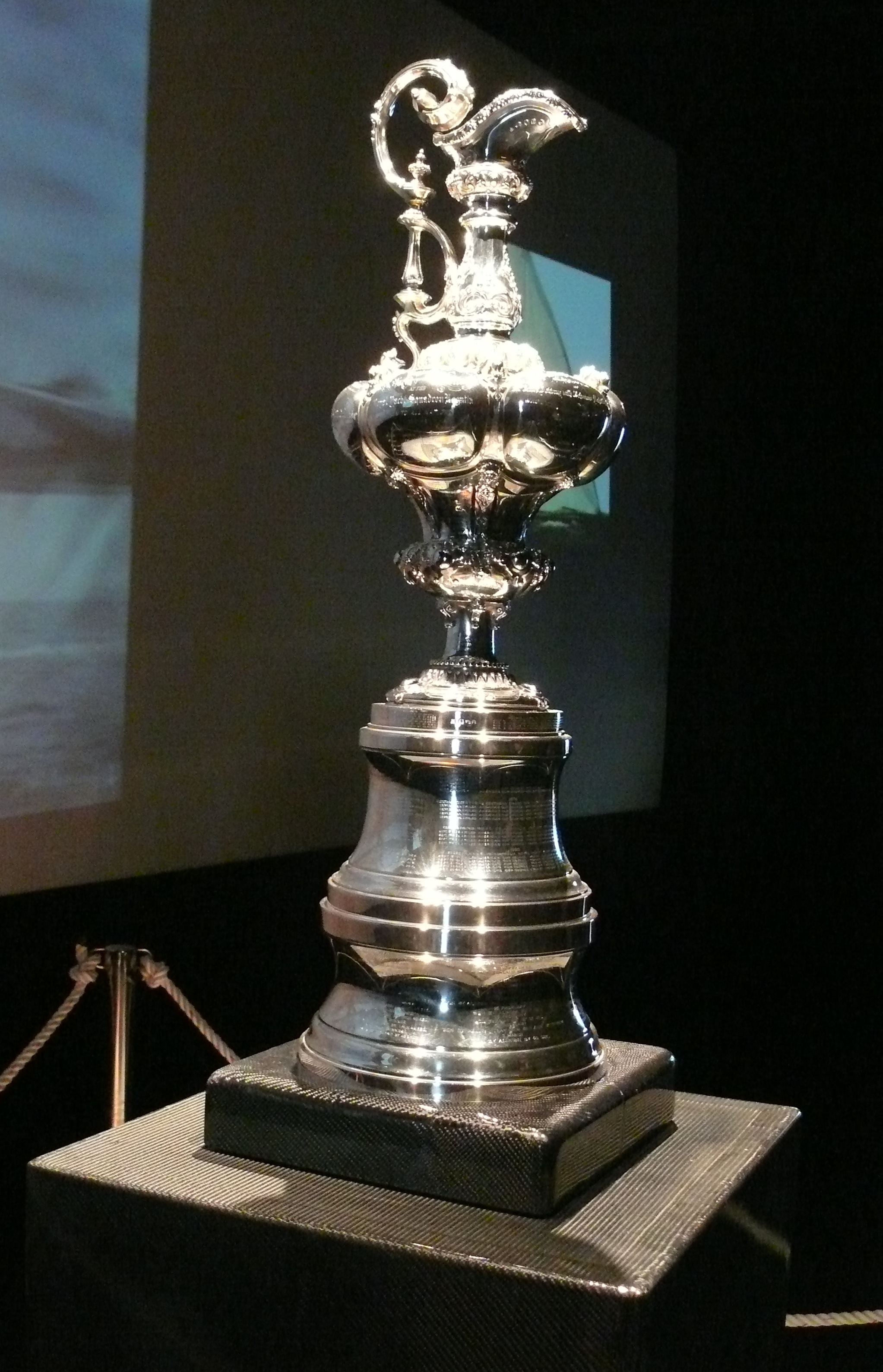
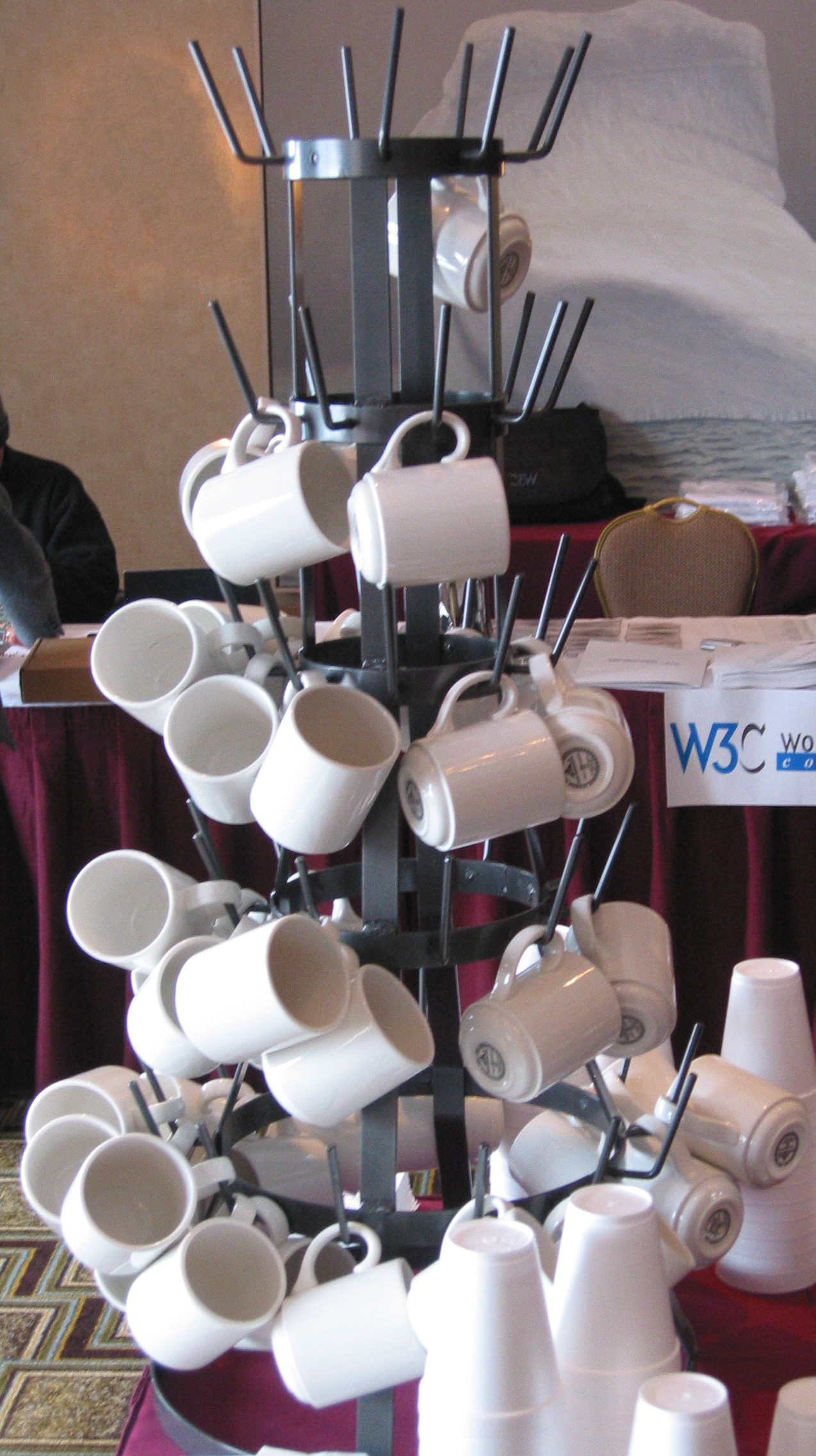
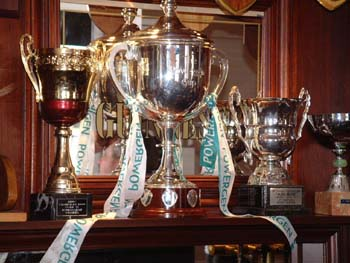
جام ورزشی